# Edmond Saglio
Edmond Saglio (París, 9 de juny, 1828 - idem. 7 de desembre, 1911), va ser un arqueòleg francès.
Després d'haver prestat els seus serveis a diversos museus de províncies, el 1871 va ser nomenat conservador del departament d'escultura moderna i d'objectes d'art de l'Edat Mitjana i del Renaixement, del Museu del Louvre, i el 1893 va succeir Alfred Darcel com a conservador del Museu de Cluny (Musée national du Moyen Âge). Des de 1887 pertanyia a l'Acadèmia de les inscripcions i llengües antigues. La seva principal obra és el Dictionnaire des antiquités grecques et romaines, d'aprés les texts et les monuments, en deu volums, que va començar amb la col·laboració d'Charles Victor Daremberg, però havent mort el cap, va continuar ell sol la publicació.
Altres obres seves són: Polyphème (París, 1887); Les "Bracae" et les "hosae" (París, 1888), i Sur un dernier d'Hostilius Saserna et sur le culte primitif de Diane en Italie (París, 1891). Fou un dels fundadors de la Gazette des beaux-arts.
Dos dels seus fills van ser pintors: Edouard (1868-1940) i André (1869-1929), conegut com a Jacques Drésa, conservador al Grand Palais, professor de l'Escola de Belles Arts (París) de París, autor d'òperes per a la òpera de París.